# بير جرام
بير جرام (بالنرويجية البوكمول: Peder Gram)‏ هو محامي نرويجي، ولد في 11 سبتمبر 1910، وتوفي في 12 مارس 1984.